# Vilius Navickas
Vilius Navickas (ur. 14 października 1959 w Kownie) – litewski inżynier, przedsiębiorca, polityk, samorządowiec, mer Wilna od 2009 do 2010.

## Życiorys
W 1982 ukończył studia w Wileńskim Instytucie Inżynierii Budownictwa, uzyskując dyplom inżyniera-mechanika.
Od 1982 do 1991 studiów pracował jako inspektor nadzoru technicznego w Państwowej Inspekcji Samochodowej. W latach 1991–2003 był dyrektorem w spółce akcyjnej "VEDA", a w 2003 konsultantem w spółce "Euroklubas". Od 2005 do 2009 kierował przedsiębiorstwem "Euro-Construct".
Od 2003 pozostawał członkiem Związku Ojczyzny. W 2007 wszedł w skład rady miejskiej Wilna. 11 lutego 2009 został wybrany na stanowisko mera stolicy. Obowiązki objął 9 marca. W październiku 2010 konserwatyści wycofali poparcie dla Navickasa.